# 伊日·什科达
伊日·什科达（捷克語：Jiří Škoda，1956年3月27日—），捷克男子自行车运动员。他曾代表捷克斯洛伐克参加1980年夏季奥林匹克运动会自行车比赛，获得男子团体计时赛铜牌。